# Хеклање
Хеклање је поступак прављења тканине од вунице или конца. Хеклање се, слично штрикању, састоји од провлачења петљи вунице једне кроз друге. Хеклање се разликује од штрикања по томе што је у једном тренутку само једна петља активна (једини изузетак је Туниско хеклање) и што се уместо две штрикаће игле користи хеклица за хеклање.

## Порекло
Према неким теоријама хеклање је потекло од традиционалних ручних радова у Арабији, Јужној Америци или Кини, али нема јасних доказа да је тај ручни рад рађен пре него што је постао популаран у Европи у 19. веку. Познато је да се прва штампана шема појавила у холандском часопису у раном 19. веку. Многи сматрају да се хеклање вероватно користило у раним културама, али да се уместо хеклице користио савијени кажипрст, тако да због тога нема материјалних доказа. Ови аутори указују на једноставност технике и тврде да се највероватније користила одавно.
Други аутори тврде да су ткани, плетени или чворовани примерци тканине сачувани из веома давних времена, али да нема сачуваних примерака хеклане тканине у било којој етнолошкој збирци или археолошком извору пре 19. века. Ови аутори указују на тамбурске хеклице које су се користиле у тамбурском везу у Француској у 18. веку и тврде да је провлачење петљи кроз тканину прерасло у „хеклање у ваздуху“.
Почевши у 19. веку у Британији, САД и Француској, хеклање се све више користи као мање скупа замена за остале облике чипке. Цена фабрички произведеног памука је падала и иако су хеклане чипке захтевале више конца него ткане чипке, хеклане чипке су се брже израђивале и биле су лакше за учење.
У време Велике глади у Ирској (1845 - 1849) часне сестре су училе тамношње жене и децу да хеклају концем. Рад је ношен широм Европе и Америке и купован због своје лепоте и хуманитарне помоћи коју је то пружало ирском становништву.
Хеклице су се кретале од примитивних савијених игала у дршци од плуте, које су користиле сиромашне ирске чипкарице, до хеклица од скупоцено обрађеног сребра, гвожђа, слоноваче или кости постављених у различите дршке од којих су неке биле боље направљене да покажу више дамске руке него за рад са концем. До раних 1940-их упутства за хеклање су се већ штампала у Енглеској.

### Рана историја
Широм света хеклање је постала народна радиност у успону, посебно у Ирској и северној Француској, издржавајући заједнице чију су традиционалну привреду нарушили ратови, промене у начину обраде земље и неуспели усеви. Жене, понекад чак и деца би остајала код куће и правиле ствари као одећу и ћебад да зараде новац. Готове ствари је углавном куповала средња класа у настајању. Увођење хеклања као имитације статусног симбола, уместо као јединствене вештине саме по себи, обележило је ту праксу као сувише обичну. Они који су могли да наруче чипку прављену старијим и скупљим методама ниподаштавали су хеклање као јефтину копију. Овај утисак је делимично ублажила краљица Викторија, којa је купила ирску чипку и чак научила сама да хекла. Ирско хеклање је даље промовисано штампањем шема и инструкција за хеклање. Ове шеме које су се појавиле већ 1840-их биле су  задивљујуће разнолике и сложене.

### Савремена пракса
Мода у хеклању се променила на крају викторијанске ере 1890-иx. Хеклане чипке су у новој едвардијанској ери, достижући врхунац измећу 1910. и 1920. године, постале још финије у текстури и сложеније у бодовима.
Јаке викторијанске боје су нестале и нове шеме су биле за беле или светлобојне конце, осим елегантних торбица, које су често хеклане од јарко обојене свиле са перлицама. После Првог светског рата, смањио се број објављених шема и многе су биле поједностављене верзије шема из раног 20. века. После Другог светског рата до раних 60-их поново је оживело занимање за ручне радове, посебно у Америци, са много објављених нових и маштовитиx дизајна за кућне предмете у шареним бојама, заједно са изменама на претходним издањима. Ове шеме су биле предвиђене за дебљи конац и вуницу у разноликим бојама. Овај ручни рад је остао углавном домаћа радиност до касних 60-их и раних 70-их када се нова генерација латила хеклања и популаризовала „бакине квадрате“, мотив који се ради у круг и укључује јарке боје. 
Иако је хеклање изгубило на популарности, рани 21. век је донео оживљавање занимања за ручне радове и „уради сам“ хобије, као и велике кораке у унапређењу квалитета и разноликости конца. Има много више књига са модерним шемама и многе продавнице конца нуде часове хеклања уз традиционалне часове штрикања.

## Поступак
Хеклана тканина се започиње прављењем омчасте петље на хеклици, затим се провлачи друга петља кроз прву и понављањем овога процеса се прави ланчић одговарајуће дужине. Овај ланчић се или окреће па се ради у редовима, или спаја са почетком и ради у круговима. Округлине се могу правити и тако што се више нових бодова провлачи кроз једну петљу. Бодови се праве тако што се провлачи једна или више петљи кроз сваку петљу на ланцу. На крају сваког бода само једна петљица стоји на крају хеклице.

## Материјали
Хеклице се праве у разним величинама. Куке гвоздених хеклица иду од 3,5 до 0,75 милиметара и обично се користе за фини рад. aлуминијумске хеклице имају куке дужине од 2,5 до 19 милиметара.
Има разних уметнички и ручно израђених хеклица од дрвета и других материјала, некада украшениx полудрагим камењем и перлицама.
Хеклице које се користе за туниско хеклање су издужене и имају задршке на крају ручке док дупле хеклице имају куке на оба краја дршке. Такође постоји уређај са две куке, који постaјe све популарнији.

## Међународни симболи и термини за шеме хекланих радова
За хеклање се користе различита терминологија. Пример симбола и термина: 
- chain - ланчић
- slip stitch - омчаста петља
- single crochet - штапић
- double crochet - дупли штапић

## Разлика између хеклања и штрикања
Једна од очигледних разлика је да се за хеклање користи једна хеклица док се за штрикање користе две игле. То је зато што је у хеклању једновремено само једна слободна петља 
на хеклици док у штрикању једновремено постоји цео ред слободних петљи на иглама. Штрикати се може и машински док се многи хеклани бодови могу радити само ручно. Хеклана тканина користи 1/3 више конца од штрикане и мање је еластична.

### Упутства за хеклање и основне информације
- Stitch Diva Studios Crochet tutorial

### Бесплатне шеме
- Martha's Crochet & Craft links Extensive directory of patterns
- The Antique Pattern Library
- Crochet Pattern Central

### Магазини
- Crochet Me Online Crochet Magazine
- For the Love of Yarn
- „Crochet Insider”. Архивирано из оригинала 29. 11. 2009. г. Приступљено 10. 06. 2007.